# Hyde Park Mansion
O Hyde Park Mansion, conhecido em inglês como Vanderbilt Mansion National Historic Site, é um museu-casa localizado em Hyde Park, no estado de Nova Iorque. Tornou-se um local histórico nacional em 1940. É de propriedade e operado pelo Serviço Nacional de Parques.
A propriedade, historicamente conhecida como Hyde Park, era uma das várias casas pertencentes a Frederick William Vanderbilt e sua esposa Louise Holmes Anthony. O local possui 85 hectares da propriedade original (que chegou a possuir cerca de 243 hectares), está situado em um penhasco com vista para o rio Hudson e inclui gramados bem cuidados, jardins formais, florestas e numerosos edifícios auxiliares.
O programa de televisão Mundo Visto de Cima sobrevoa a propriedade de Hyde Park em seu segundo episódio da primeira temporada. O episódio percorre um trecho do rio Hudson até a cidade de Nova Iorque.

## Galeria de imagens

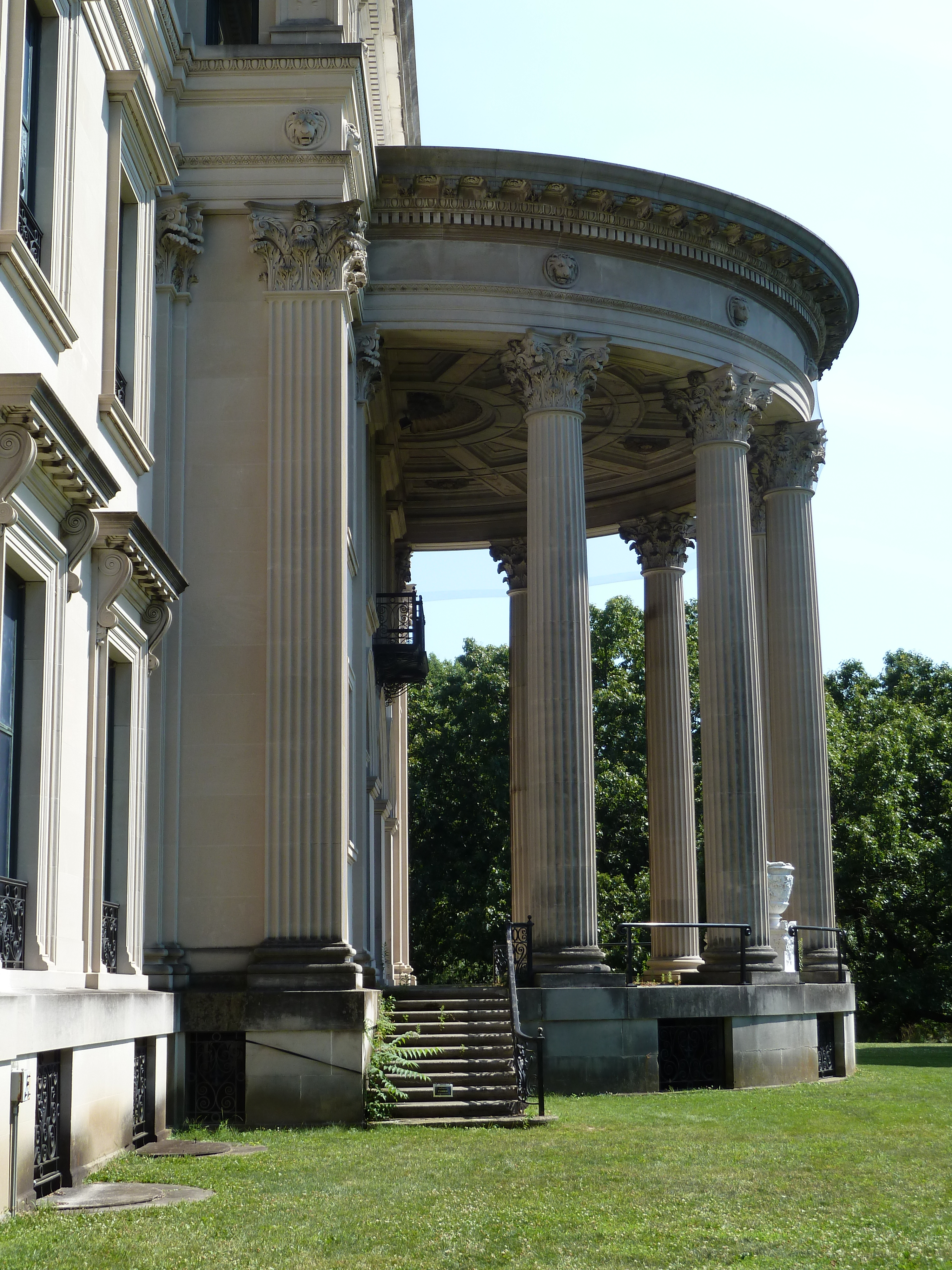
Pórtico oeste
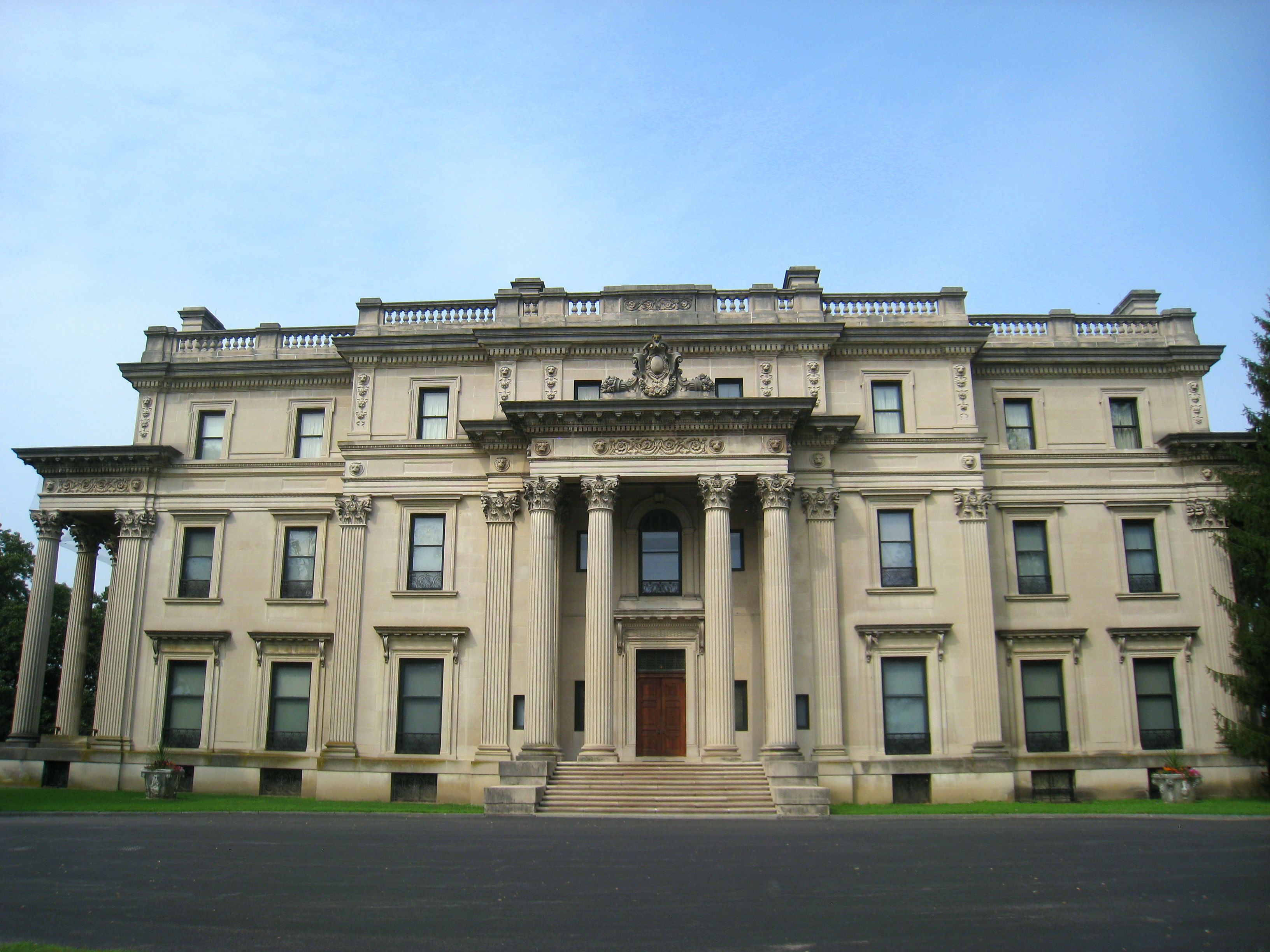
Fachada leste e entrada principal
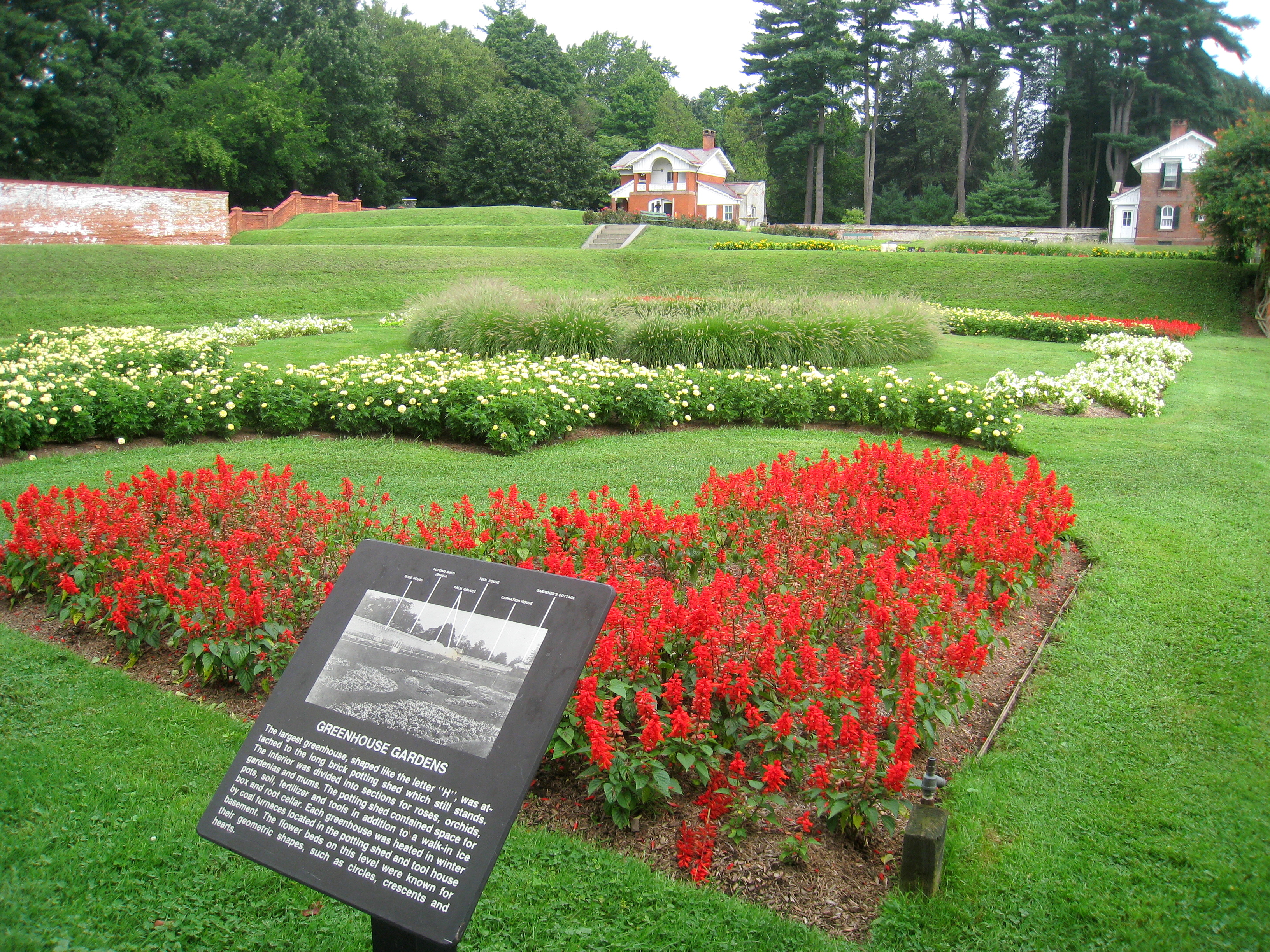
Jardim